# Großes Beil
Großes Beil är ett berg i Österrike.   Det ligger i distriktet Kufstein och förbundslandet Tyrolen, i den västra delen av landet, 300 km väster om huvudstaden Wien. Toppen på Großes Beil är 1 908 meter över havet.
Terrängen runt Großes Beil är bergig västerut, men österut är den kuperad. Närmaste större samhälle är Wörgl, 17,6 km norr om Großes Beil. 
Trakten runt Großes Beil består i huvudsak av gräsmarker. Runt Großes Beil är det ganska glesbefolkat, med 42 invånare per kvadratkilometer.